# Tricassa madagascariensis
Tricassa madagascariensis är en spindelart som beskrevs av Rudy Jocqué och Mark Alderweireldt 200. Tricassa madagascariensis ingår i släktet Tricassa och familjen vargspindlar.
Artens utbredningsområde är Madagaskar. Inga underarter finns listade i Catalogue of Life.